# Liste der Naturdenkmale in Hartmannsdorf bei Kirchberg
Die Liste der Naturdenkmale in Hartmannsdorf bei Kirchberg nennt die Naturdenkmale in Hartmannsdorf bei Kirchberg im sächsischen Landkreis Zwickau.

## Definition
„Naturdenkmäler sind rechtsverbindlich festgesetzte Einzelschöpfungen der Natur oder entsprechende Flächen bis zu fünf Hektar, deren besonderer Schutz erforderlich ist
1. aus wissenschaftlichen, naturgeschichtlichen oder landeskundlichen Gründen oder
2. wegen ihrer Seltenheit, Eigenart oder Schönheit.“

„§ 18 – Naturdenkmäler – (zu § 28 BNatSchG)
(1) Die Erklärung nach § 22 Abs. 1 BNatSchG von Teilen von Natur und Landschaft als Naturdenkmal erfolgt durch Rechtsverordnung oder Einzelanordnung.
(2) Über § 28 Abs. 1 BNatSchG hinaus können Naturdenkmäler zur Sicherung von Lebensgemeinschaften oder Lebensstätten von im Bestand gefährdeten oder streng geschützten Arten festgesetzt werden.“

## Liste
Diese Auflistung unterscheidet zwischen Flächennaturdenkmalen (FND) mit einer Fläche bis zu 5 ha (bei Verordnung nach DDR-Recht auch mehr) und Einzel-Naturdenkmalen (ND).
Link zu einem Kartenansichtstool, um Koordinaten zu setzen.
| Bild                          | Bezeichnung              | Lage                                          | Beschreibung | Datum | Nummer       |
| ----------------------------- | ------------------------ | --------------------------------------------- | --- | ----- | ------------ |
| mehr Fotos \| Fotos hochladen | Jahnsgrüner Teich        | Jahnsgrün (50° 37′ 10,8″ N, 12° 26′ 1″ O)     | FND. 4995 m² Fläche. Ein naturnaher Teich inmitten der Wüstung Jahnsgrün. Der Teich ist mit Großröhricht, Kleinröhricht und der Schwimmblatt-Gesellschaft des Schwimmenden Laichkrautes verwachsen. | 1999  | Z364.231.009 |
| mehr Fotos \| Fotos hochladen | Hauptteich Hartmannsdorf | Hartmannsdorf (50° 37′ 10,8″ N, 12° 26′ 1″ O) | FND. 50727 m² Fläche. Der naturnahe Hauptteich westlich der Ortslage Hartmannsdorf ist wegen seiner Größe, seiner naturnahen Vegetationszonierung, den umgebenden, artenreichen Nasswiesen mit gefährdeten bis stark gefährdeten Gefäßpflanzen und der Funktion als Brut- und Rastgebiet seltener und gefährdeter Vogelarten eines der wertvollsten Feuchtgebiete des Landkreises. | 1999  | Z364.231.014 |